# Кіднеппінг
Ця стаття про фільм. Про злочинну дію див. Викрадення людини
«Кіднеппінг» (рос. «Киднеппинг») — російсько—білоруська кримінальна драма 2003.

## Зміст
Куди податися молодим хлопцям, якщо окрім кримінального бізнесу вони нічого не вміють та й не хочуть робити? Найпростіше: викрасти дочку директора рекламного агентства і попросити за неї 1000000 доларів. Діючи за принципом улюблених героїв філ'мов Тарантіно — «головне вплутатися, а далі будь що буде» — новоявлені гангстери потрапляють в таку халепу, що передбачити, чим все закінчиться вже не може ніхто.

## Ролі
| Актор                   | Роль                |
| ----------------------- | ------------------- |
| Ілля Шакунов            | Павло               |
| Ігор Бочкин             | Андрій Миколайович  |
| Олена Родак - Шкуратова | Катя                |
| Сергій Власов           | Оперативник         |
| Інна Дубок              | мати Павла          |
| Тетяна Ісаєва           | Аріна               |
| Анатолій Кот            | «Омлет»             |
| Гоша Куценко            | Їжак                |
| Ганна Легчилова         | Юля                 |
| Алеся Лєснікова         | дівчина на кастингу |

## Знімальна група
- Режисер — Ольга Перуновська
- Сценарист — Костянтин Мурзенко, Олена Ісаєва
- Продюсер — Михайло Москальов